# Aire urbaine de Guise
L'aire urbaine de Guise est une aire urbaine française, constituée autour de la ville de Guise
Elle a été créée en 2010 lors de la redéfinition des aires urbaines par l'Insee. Elle comprend quatre communes, dont une correspond à l'unité urbaine de Guise. En 2022, ses 5 854 habitants faisaient d'elle la 488e des aires urbaines françaises.
En 2020, l'Insee définit un nouveau zonage d'étude : les aires d'attraction des villes. L'aire d'attraction de Guise remplace désormais son aire urbaine, avec un périmètre différent.

## Caractéristiques
D'après la définition qu'en donne l'Institut national de la statistique et des études économiques (INSEE), l'aire urbaine de Guise constitue une « petite aire », c'est-à-dire « un ensemble de communes, d'un seul tenant et sans enclave, constitué par un pôle (unité urbaine) de 1 500 à 5 000 emplois, et par des communes rurales ou unités urbaines dont au moins 40 % de la population résidente ayant un emploi travaille dans le pôle ou dans des communes attirées par celui-ci ».
D'après la délimitation de l'INSEE en 2010, l'aire urbaine d'Hirson est composée de 3 communes, toutes situées dans le département de l'Aisne.
Elle inclut l'unité urbaine de Guise, pôle urbain de l'aire urbaine, composée d'une commune, celle de Guise, et les communes de Flavigny-le-Grand-et-Beaurain, de Lesquielles-Saint-Germain et de Monceau-sur-Oise.
En 2022, elle comptait 5 854 habitants pour 51,83 km2, soit une densité d'environ 122 hab./km2.

## Les 4 communes de l'aire
Les 4 communes de l'aire urbaine de Guise et leur population municipale en 2022 :
| Code Insee | Nom                           | Type             | Superficie (km2) | Population (hab.) | Densité (hab./km2) |
| ---------- | ----------------------------- | ---------------- | ---------------- | ----------------- | ------------------ |
| 02313      | Flavigny-le-Grand-et-Beaurain | Couronne urbaine | 13,63            | 438               | 32,1               |
| 02361      | Guise                         | Pôle urbain      | 16,13            | 4 510             | 279,6              |
| 02422      | Lesquielles-Saint-Germain     | Couronne urbaine | 16,21            | 776               | 47,9               |
| 02494      | Monceau-sur-Oise              | Couronne urbaine | 5,86             | 130               | 22,2               |

## Évolution démographique
| 1968  | 1975  | 1982  | 1990  | 1999  | 2010  | 2015  |
| ----- | ----- | ----- | ----- | ----- | ----- | ----- |
| 8 507 | 8 108 | 7 604 | 7 401 | 7 355 | 6 626 | 6 328 |